# Беркут Леонід Миколайович
Леоні́д Микола́йович Бе́ркут (нар. 2 (15) червня 1879, Київ — пом. 12 лютого 1940, Київ) — український історик, викладач, дослідник західноєвропейського Середньовіччя та західноєвропейської історіографії, питань методології історії, римського та західноєвропейського права й бібліографії. Стажувався в ряді університетів Західної Європи. З 1928 року доктор історії західноєвропейської культури ВУАН. Один із найяскравіших українських інтелектуалів 1920—1930-тих років. Уперше опублікував українською мовою дослідження з історії джерелознавства та історіографії середньовічної історії. У 1913 році учасник III Міжнародного історичного конгресу у Лондоні. Учень Федора Фортинського.

## Життєпис
Народився 2 (15 червня) 1879 року у Києві в міщанській родині. Закінчив Третю київську гімназію. Надалі вступив до Університету святого Володимира. Його науковим керівником став професор з германістики та слов'янознавства Федір Фортинський. Під його впливом Леонід Беркут зацікавився історією Рима та Середніх віків. В університеті обирає тему «Начерк з історії боротьби за інвеституру за часів імператора Генріха V». Після успішного закінчення з золотою медаллю у 1901 році історико-філологічного факультету Київського університету залишений при університеті як професор-стипендіат. У 1905—1906 роках талановитий випускник складає магістерські іспити. Завдяки рішенню наукової ради університету у 1907—1909 роках перебуває у науковому відрядженні в Німеччині та Франції. Впродовж 1908 року вивчає латинську палеографію. Також студіює західноєвропейську середньовічну та римську історію, право.
Проходить відрядження у Паризькій «Школі хартій» (дипломатика та палеографія), в Мюнхенському університеті (методологія історії) Ернста Бернгейма, історію пізньої античності Отто Зеєка, римське, німецьке та церковно-канонічне право, професора Рудольфа Зома. У Мюнхенському університеті він здобув ступінь кандидата філософії. У Марбурзькому університеті Карла Мірбта проходить історію католицької церкви та папства. Відвідує також Відень, Берлін, Галле, Вюрцбург, Ляйпциг, де працює над науковими студіями. У Парижі також відвідував Практичну школу вищих досліджень та Колеж де Франс з лекціями від професорів Гастона Блока, Люшера, Флака та інших.
Після повернення до Києва у 1909 році, Леонід Беркут здобуває звання приват-доцента Київського університету. Цього ж року його обрано на посаду штатного доцента Варшавського університету кафедри всесвітньої історії через переведення до Москви Дмитра Петрушевського. Розлучився з дружиною Софією Григорівною у 1912 році. У Харківському університеті він здобув магістра всесвітньої історії.
У 1913 році Леонід Беркут взяв участь у III Міжнародному історичному конгресі у Лондоні за скеруванням Варшавського університету.
У 1915 році дослідник здобуває звання екстраординарного професора. У Варшаві він читає лекції «Історія Середніх віків», «Вступ до історії середніх віків», «Історія Франції XVIII ст.». Останні він читав слухачкам перших і других курсів історико-філологічного відділення Варшавських жіночих курсів. У 1918 році відвідує Німеччину, де передбачався IV Міжнародний історичний конгрес.
Після початку Першої світової війни у липні 1915 року тридцятип'ятирічний вчений разом з іншими викладачами вчений евакуйований в Донський державний університет в Ростові. У Ростові у 1918—1919 роках він працює спочатку секретарем, а потім заступником директора Донських вищих жіночих курсів. Вже у 1920—1921 роках Леоніда Беркута призначено помічником декана цього ж університету.
У 1922 році він повертається до Києва. Керівництво Київського інституту народної освіти запропонувало йому посаду керівника професора кафедри всесвітньої історії. Вчений погодився та працював в ній до своєї смерті. У 1923—1924 роках його також обирають деканом факультету професійної освіти Київського ІНО. У 1928 році від Комісії для присуду вчених ступенів при Академії наук його обрано доктором наук історії західноєвропейської культури. У Києві вчений починає приятелювати з українськими дослідниками, він є прибічником українізації своєї кафедри. В університеті він викладає історію Середніх віків і Риму, джерелознавство середньовічної історії, методологію історії, історію середньовічних міст, історію середньовічної латинської літератури та латинську палеографію з дипломатикою, історію французького абсолютизму та історію Англії за нових часів. Наприкінці життя викладав історичний матеріалізм.
Впроваджував «семінари підвищеного типу» з метою наукової підготовки майбутніх дослідників. Леонід Беркут вважав важливим, що студенти мають навчитись вміти використовувати весь науковий матеріал і робити самостійні висновки.
Помер 12 лютого 1940 року. Похований в Києві на Лук'янівському цвинтарі (ділянка № 5, ряд 14, місце 18) .

## Наукова діяльність

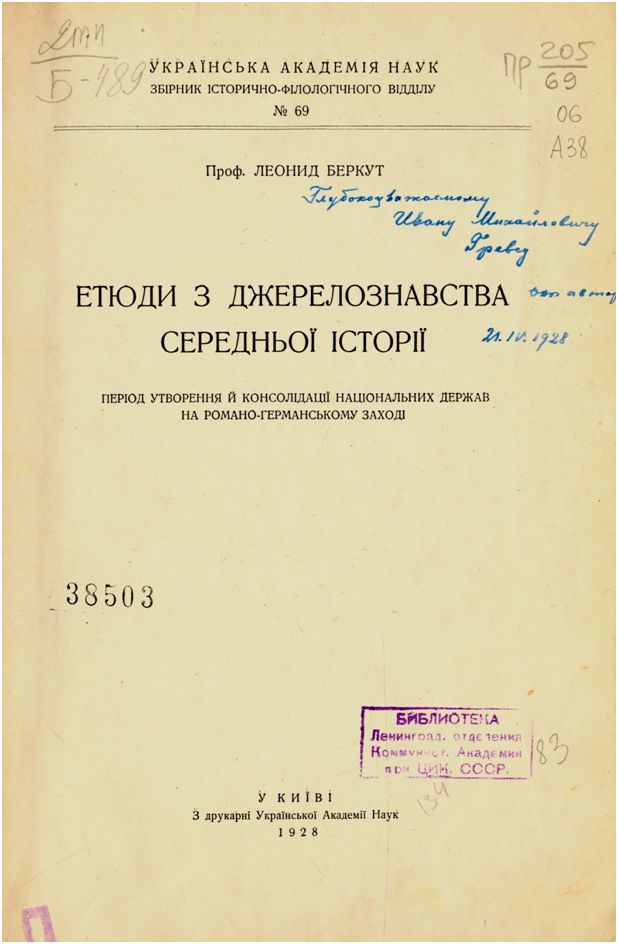
«Етюди з джерелознавства середньої історії». Обкладинка. 1928

Леонід Беркут займався західноєвропейським середньовіччям та західноєвропейської історіографією, питанням методології історії, римським та західноєвропейським правом, історією церкви та бібліографією. Характерною ознакою лекцій та подальших наукових видань є чітке зосередження на темі, аналіз біографій історичних постатей, вивчення культурної атмосфери та інше. Завжди був прибічником аналізу першоджерела.
Його перша робота опублікована у 1902 році «Начерк з історії боротьби за інвеституру за часів імператора Генріха V та Пасхаліс II до конкорда». Надалі він пише «Імператорські привілеї та міські права XII ст. в Німеччині» (1910). Начитує лекції у 1910—1911 роках з історії середньовічних міст. Пише про історію життя святих та публікує роботу «Йоркські Трактати, як джерело для характеристики англійських церковно-політичних ідей — в епоху до конкордату 1107 р.» (1911). Вивчає виникнення та характер середньовічної анналістики у 1911 році. У 1912 році публікує частину з лекцій історії німецьких французьких міст в Середі віки. У 1912 році займається історіографічним питанням Карла Великого та франкової освіти й літератури. Оглядає джерела ранніх середніх віків та публікує у 1912—1913 роках свої історико-правові лекції з питання облаштування та управлінням міських спільнот в часи Римської імперії.
У 1914 році займається питанням інвеститури Генріха V та вивчає історіографію остготів та вестготів. У цьому ж році студією історіографію часів меровінгів, венацій, фортунат та пише про Григорія Турського. Надалі займається дослідженням Т'єрського інституту в Парижі. У Києві публікує статтю про ідеологію в німецьких цератисів середніх віків. А також робить авторські висновки елементів походження ленної системи. У 1928 роках публікує дві монографії в Українській академії наук: «Про долю Каролінзької історіографії 20-40-х років XI віку» та «Етюди з джерелознавства середньої історії. Період утворення і консолідації національних держав на романо-германському заході».
У 1933 році складає бібліографію з історії техніки. Надалі описує з позиції марксизму питання середніх віків, а також публікує історіографічні матеріали ранніх германців в університетському збірнику в кінці 1930-х років.
В умовах репресій вчений застосовував марксистсько-ленінську методологію та почав друкувати ідеологічно «правильні» статті. При цьому до кінця життя він досліджував процеси та події з позиції вченого, а не марксиста. При наданні для розробки теми співробітникам секції, професор враховував не лише їх методологічне значення чи індивідуальні інтереси, а й здібності своїх слухачів. Під керівництвом Леоніда Беркута діяв студентський гурток, секретарем якого обрали Ірину Зав'ялову.

## Особистість
Леоніда Беркута вирізняв високий рівень ерудиції, прекрасне знання європейської культури. Знавець латини й інших європейських мов. Впродовж розкриття усіх лекційних тем застосовував велику кількість латинських термінів і понять. Тринадцять років писав докторську дисертацію.

### Адреси
У Києві в 1920-х роках мешкав у будинку № 10 на вулиці Січових Стрільців.

## Вибрані публікації
Всього Леонід Беркут був автором близько 30 монографій та публікацій. Згідно з покажчиком Миколи Левченка та додатковим уточненням бібліографії, найбільш важливими були:
- Очерк из истории борьбы за инвеституру во время императора Генриха V. Генрих V и Пасхалпс II до конкордата 1111 г. — Київ, 1902
- Императорские привилегии и городские права XII в., в Германии — Варшава, 1910
- Лекции по истории средневековых городов. — Варшава, 1910/1911
- Введение в историю средних веков. — Варшава, 1911;
- История немецких городов в средние века. — Варшава, 1911;
- Жития святыхъ. Из записок по источниковедению средней истории. — Варшава, 1911
- Йоркские трактаты как источник для характеристики английских церковно-политических идей в эпоху до конкордата 1107 г. — Варшава, 1911;
- Возникновение и характер средневековой анналистики. — Варшава, 1911
- Памятники латеранской историографии. (Из записок по источниковедению средней истории). Варшава, 1911
- Христианские легенды и жития святых ранней эпохи средних веков. — Варшава, 1911
- История немецких городов в средние века. — Варшава, 1912
- Судьбы французских городов в средние века. — Варшава, 1912
- Карл Великий и франкская образованность и литература его времени. Историографический этюд. — Варшава, 1912
- Устройство и управление городских общин в римском государстве, преимущественно в эпоху Империи. Историко-юридический очерк. — Варшава, 1912
- Обзор источников для первоначальной истории средних веков: Германцы и переходная эпоха. — Варшава, 1913
- Историография времени Меровингов. Венанций, Фортунат и Григорій Турский, Фредегар и «Gesta». — Варшава, 1914
- Борьба за инвеституру во время императора Генриха V. — Т.1. До папской «привилегии инвеституры» 13 апреля 1111 г. включительно. — Варшава, 1914
- Остготы и вестготы. Их историография. — Варшава, 1914
- Людовик Благочестивый и его время. (Истор. этюд) — Ростов-на-Дону, 1916
- Тьеровский Институт в Париже. — Ростов-на-Дону, 1916
- Про ідеологію в німецьких цезаристів середніх віків. // Записки Історично-Філогічного Відділу У. А.Н.— Кн. — X, 1926
- Про основні елементи в походженні феодальної системи // Записки КІНО. — Кн.2. — К., 1927
- Етюди з джерелознавства середньої історії. Період утворення і консолідації національних держав на романо-германському заході. — Київ, 1928
- Про долю Каролінзької історіографії 20-40-х років ХІ віку. — К., 1928
- Буржуазні концепції і марксо-ленінове розуміння так званих середніх віків (Маркс-Енгельс-Ленін про феодальну суспільно-економічну формацію) // Україна. — 1932. — Кн.1-2.
- Бібліографія з історії техніки. — Київ, 1933
- Зачатки местной историографии в ранних варварских государствах. Остготы и вестготы. Ваңдалы // Труди історичного факультета КДУ. Т.I. — Київ, 1939.